# Juan Evaristo
Juan Evaristo (20 de juny de 1902 - 8 de maig de 1978) fou un futbolista argentí. El seu germà Mario també fou futbolista internacional.

## Selecció de l'Argentina
Va formar part de l'equip argentí a la Copa del Món de 1930, als Jocs Olímpics i a diverses Copes Amèrica.